# Expedición (serie de documentales)
Expedición fue una serie de documentales producidos en Venezuela y en otras partes de América Latina desde 1988 hasta 1999 por RCTV, con una duración aproximada de 1 hora y 30 minutos.

## Historia
Surge en el año 1986, con el impulso del reconocido conservacionista William H. Phelps (hijo), fundador de la Sociedad Venezolana de Ciencias Naturales y su esposa Misia Kathy Phelps. Ellos promueven dentro de RCTV la creación de un equipo de trabajo para impartir la educación ambiental por televisión, esto implica una importante visión de futuro.
Así se crea el grupo Expedición, definiendo con la misión de producir programas de televisión dedicados a promover el conocimiento de la naturaleza, a transmitir preceptos de comportamiento ante ella, a contrarrestar la ignorancia y la indiferencia ante su destrucción. 
Crear el grupo de trabajo fue una tarea lenta y costosa. Tardándose más de dos años en preparar los primeros programas. En 1989 se creó la Gerencia de Documentales de RCTV. Se estabilizó la producción con mucha dificultad en cuatro programas anuales, filmados en 16mm, con seis personas fijas y una cantidad de personas e instituciones, públicas y privadas, nacionales e internacionales, que prestaron su apoyo.
Se fijó la tarea de demostrar que el programa además de cumplir una función social tenía un nicho importante en el mercado, con un gran público deseoso de este producto.
Expedición Clásico es una colección de 48 programas, Planeta Sur cuenta con 22 programas, de una hora y ½ hora respectivamente, dedicados a la naturaleza y su conservación, disponibles para la televisión y vídeo doméstico (VHS) (url de la referencia muerta) --> 

## Premios

### Premios en Venezuela
- Premio Nacional de Periodismo 1990
- Premio Cacique de Oro 1990
- Premio Musa de Oro 1990
- Programa Especial de TV del Año
- Meridiano de Oro 1990, 1993, 1994, 1995
- Programa de Cultura de TV
- Círculo de Periodistas del Espectáculo de Venezuela 1990,1991
- Programa Cultural de TV
- Premio Monseñor Pellin 1991
- Mención Especial Programa del Año en TV
- Premio Nacional Orinoco de Oro 1991, 1992
- Programa Cultural de TV del Año
- Premio Municipal del Ambiente 1991
- Concejo Municipal de Baruta
- Premio Mara de Oro 1991
- Programa Impacto en TV
- II Festival Lagoven de Video y Cine Documental 1992
- Documental 1992 Documental Sima Aonda
- Premio Conservacionista 1993
- Premio Monseñor Pellin 1994
- Documental Yanomami de la Serie Expedición
- Fundación Mara de Venezuela 1994
- Programa Turístico y Cultural del año
- Premio Municipal de Periodismo Científico 1995
- Premio Cívico 1995
- Asociación de Industriales Metalúrgicos y de Minería en TV
- Fundación Gran Águila de Venezuela 1995
- Programa Cultural del Año

### Premios internacionales
- Premio Ondas de España 1991
- Documental Sima Aondas de la Serie Expedición
- Premio de la Federación Espeleológica de América Latina y del Caribe
- 1.er Premio al Video Sarisariñama 1992
- Festival Internacional de Cinema Espeleologic de Barcelona 1992, 1993
- Premio Ondas de España 1993
- Documental Cazadoras del Aire de la Serie Expedición
- Premio Pudu, Chile 1994

## Emisión
Expedición fue el primer programa de serie de documentales que es exportada en el exterior y fue transmitido por el canal de televisión por cable de Discovery Channel en Estados Unidos Travel Channel en idioma inglés, y Discovery Channel Latinoamérica en su idioma original.